# جرچیو
جرچیو (به ایتالیایی: Greccio) یک کومونه در ایتالیا است که در استان ریتی واقع شده‌است.

## خصوصیات
جرچیو ۱۷ کیلومترمربع مساحت و ۱٬۵۲۹ نفر جمعیت دارد و ۷۰۵ متر بالاتر از سطح دریا واقع شده‌است.

## خواهرخوانده
شهرهای بیت‌لحم، San Donato Val di Comino و Guardea خواهرخوانده‌های جرچیو هستند.